# Freemartinismus

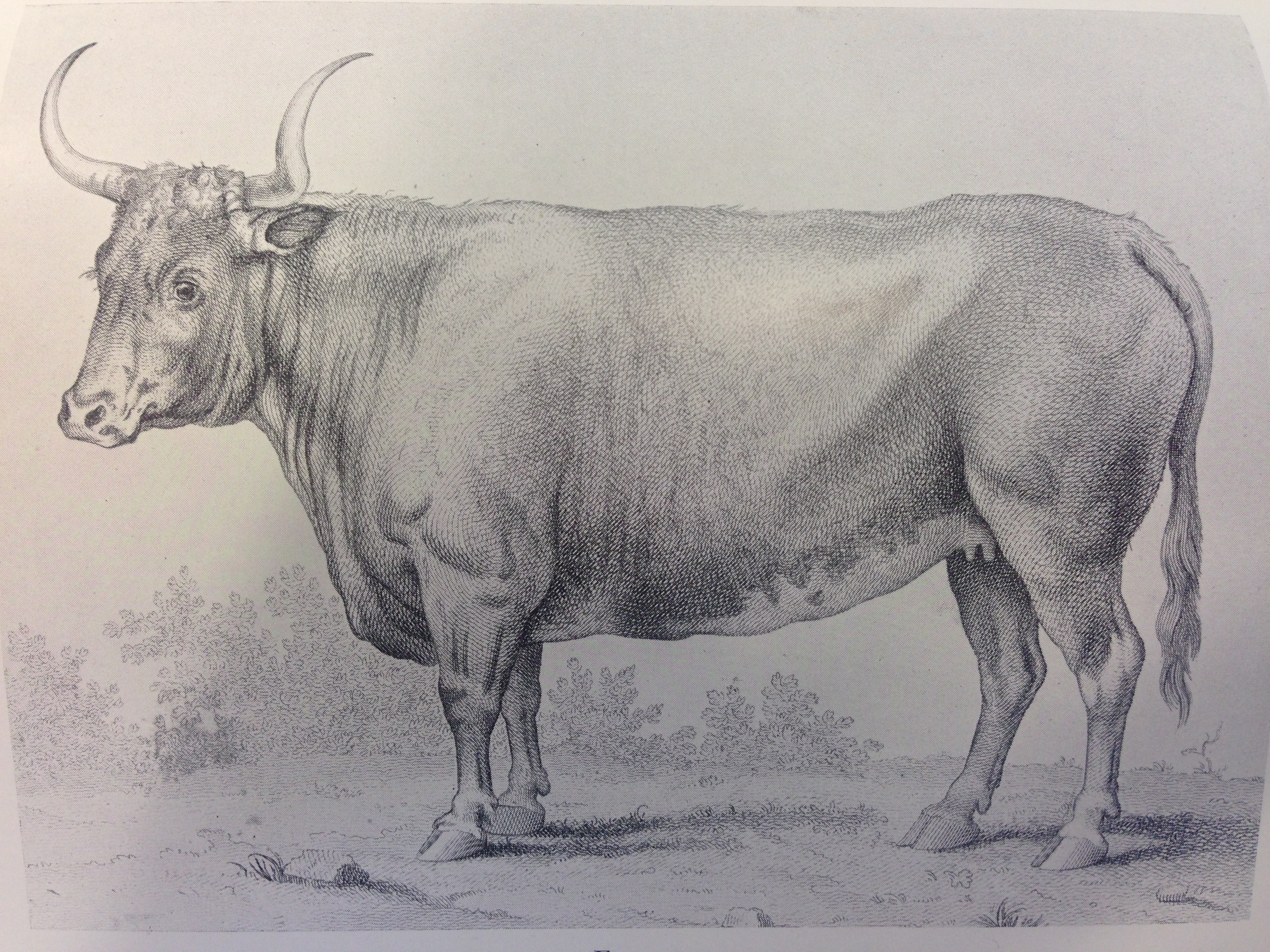
Freemartin-Rind in einem Stich aus der Sammlung von John Hunter

Als Freemartinismus oder Freemartin-Syndrom (aus dem Englischen, Wortableitung unbekannt, wahrscheinlich aus dem Angelsächsischen "fear" für "leer", "nichtig", "ungültig" oder dem Schottischen "ferow" für "unfruchtbar" und dem Gälischen "mart" für eine Färse oder eine unfruchtbare Kuh, die geschlachtet werden soll, im Englischen als Free-Martin schon im 17. Jh. nachgewiesen) wird eine angeborene Fehlbildung der Geschlechtsorgane bezeichnet, die bei weiblichen Individuen auftritt, die aus einer Mehrlingsträchtigkeit mit mindestens einem männlichen Fetus stammen. Der Grund für das Auftreten der Fehlbildung ist eine Form des Chimärismus. Freemartinismus tritt am häufigsten beim Hausrind auf (93 % aller ungleichgeschlechtlichen Mehrlingsträchtigkeiten), kann aber auch bei anderen Spezies vorkommen.

## Entstehungsmechanismus
Während der Trächtigkeit kommt es in 91 % der Fälle zur Verwachsung der beiden Fruchtblasen der Feten; liegen beide Feten im selben Uterushorn, kommt es nicht nur zur Verwachsung von Chorion und Allantois, sondern auch des Amnions und es bilden sich Anastomosen der fetalen Blutgefäße, über die ein Austausch von Blut zwischen den Feten stattfindet. Da sich die Feten vor der Geburt im Stadium der Immuntoleranz befinden, werden die Blutzellen der jeweils anderen Feten nicht als fremd erkannt, so dass es zu einer lebenslangen gegenseitigen Immuntoleranz dieser Individuen kommt. Durch diesen Austausch von Blutzellen werden alle Feten einer Mehrlingsträchtigkeit zu Chimären.
Die Ausbildung der männlichen Geschlechtsorgane bei Embryo und Fetus wird durch Hormone gesteuert (Testosteron und Anti-Müller-Hormon); bei deren Abwesenheit entwickelt der Embryo den weiblichen Phänotyp. Durch den Blutaustausch werden diese Hormone aber auch in genetisch weiblichen Feten wirksam, so dass es bei ihnen zu einer Unterentwicklung der weiblichen Geschlechtsorgane kommt.

## Klinisches Bild
Von Freemartinismus betroffene genetisch weibliche Rinder werden als Zwicken bezeichnet. Zytogenetisch handelt es sich um XX/XY-Chimären. Bei ihnen ist das weibliche Genital mehr oder weniger maskulinisiert: Es kommt je nach Schweregrad zu einer Hypoplasie des Ovars, oder anstelle der Ovarien zu Bildung von Ovotestes oder sogar hodenähnlichen Gebilden. Eileiter, Gebärmutter und Vagina sind hypoplastisch oder fehlen sogar ganz. Die Klitoris ist vergrößert und in schweren Fällen zu einem penisähnlichen Organ umgebildet, was bis hin zu hypoplastischen Hoden in einem Hodensack und allgemein männlichem Habitus gehen kann.
Zwicken sind von seltenen Ausnahmen abgesehen unfruchtbar. Da leichte Fälle nicht ohne weiteres als von Freemartinismus betroffen erkannt werden können, kann einem Züchter aus der Aufzucht solcher Tiere im Hinblick auf einen eventuellen Einsatz als Zucht- und Milchkuh finanzieller Schaden entstehen.

## Rezeption
In dem dystopischen Roman Schöne neue Welt von Aldous Huxley besteht ein großer Prozentsatz der weiblichen Bevölkerung aus sogenannten „Freemartins“, d. h. unfruchtbar gezüchteten Frauen. Huxleys Wahl dieser Bezeichnung wird von einigen Kommentatoren so gedeutet, dass diese Bevölkerungsteile gesellschaftlich gewissermaßen als Vieh angesehen seien.